# الکابییر
الکابییر (به اسپانیایی: Alcubierre) یک شهرستان در اسپانیا است که در استان هوئسکا واقع شده‌است.